# Axialkolbenmaschine
Axialkolbenmaschine ist ein Sammelbegriff für ein in der Hydraulik verwendetes Gerät (Axialkolbenpumpe, Axialkolbenmotor). Eine Axialkolbenpumpe setzt mechanische Energie (Drehmoment, Drehzahl) in hydraulische Energie (Volumenstrom, Druck) um. Ein Axialkolbenmotor ist einer Axialkolbenpumpe im Aufbau sehr ähnlich, setzt aber hydraulische Energie (Volumenstrom, Druck) in mechanische Energie (Drehmoment, Drehzahl) um.
Ein großer Vorteil von Axialkolbenmaschinen gegenüber anderen Bauarten ist die große Stabilität und die gute innere Abdichtung, wodurch hohe Drücke möglich sind.
Das Leistungsspektrum serienmäßiger Axialkolbenmaschinen reicht von 1,2 bis 1000 kW mit Drehzahlen bis 12.000 min−1.
Axialkolbenmaschinen haben normalerweise ungerade Zylinderzahlen, um Schwingungen zu verhindern (z. B. 6 Zylinder würden 6 Druckspitzen pro Umdrehung ergeben, 7 Zylinder ergeben 14 Druckspitzen pro Umdrehung). Übliche Zylinderzahlen sind 7 oder 9 Zylinder. Grundsätzlich werden bei Axialkolbenmaschinen drei Bauarten unterschieden:
- Schrägachsenmaschine; abhängig vom Schwenkwinkel der Antriebs- und Pumpenachse führen die in einem rotierenden Zylinder angeordneten Kolben eine Hubbewegung aus.

- Schrägscheibenmaschine; abhängig vom Schwenkwinkel einer Gleitscheibe führen die in einem rotierenden Zylinder angeordneten Kolben eine Hubbewegung aus.

- Taumelscheibenmaschine; Umkehrung des Prinzips der Schrägscheibenmaschine. Eine gegenüber der Achse schräg stehende, rotierende Scheibe zwingt die nicht rotierenden Kolben zu Hubbewegungen. Taumelscheibenmaschinen sind normalerweise Konstantpumpen, weil sich der Schwenkwinkel der Taumelscheibe nicht verstellen lässt.

Ursache für Verwendung der Schrägscheibe ist vor allem der mögliche mechanische Durchtrieb, der mehrere Pumpen auf einer Achse erlaubt. Schrägachsenmotoren haben zumeist einen höheren Wirkungsgrad als Schrägscheibenmotoren.
Einen Unterschied bei den Schrägachsenmotoren stellt die Schwenkbarkeit dar. Sogenannte Großwinkeleinheiten erlauben eine weite Übersetzungsspreizung im hydrostatischen Fahrantrieb. Motoren in Standardbauweise wiederum erlauben durch ihre Nullschwenkbarkeit zusätzliche Funktionen.
Heute werden Konstantmaschinen und Verstellmotoren meistens in Schrägachsenbauart benutzt; Verstellpumpen werden aber meistens als Schrägscheibenmaschine eingesetzt.